# ピンセット

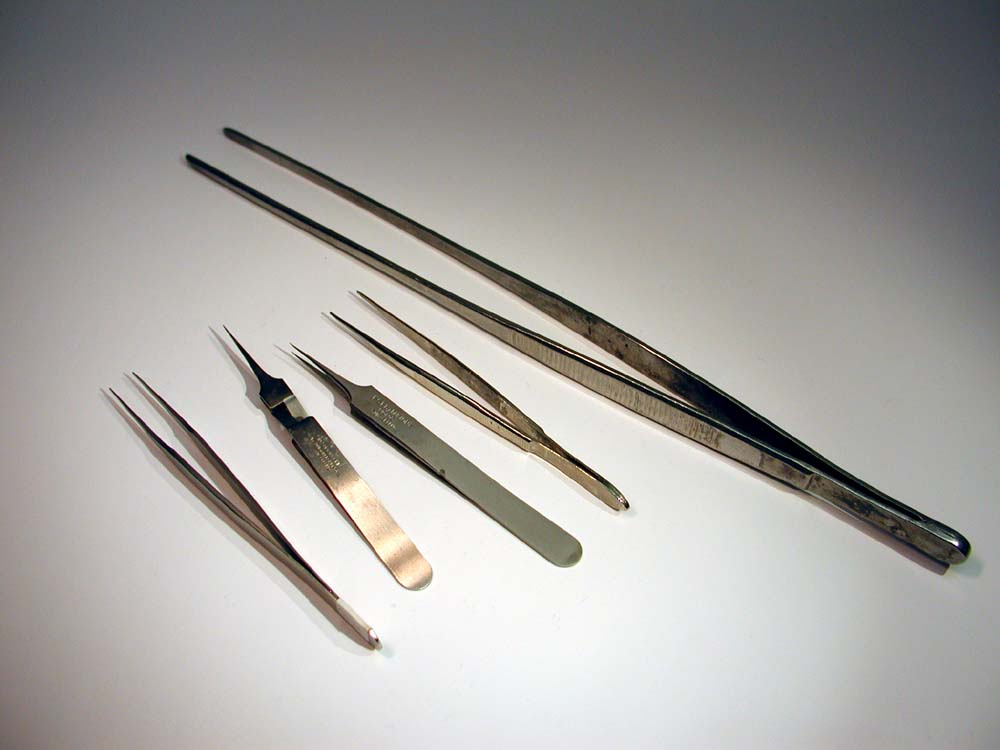
様々なピンセット

ピンセット（鉄嘴、オランダ語: pincet、英語: tweezers）とは、道具のひとつ。微細なものをより分けたり、薄くあるいは脆いものをはさむといった、人間の手・指そのままでは困難なレベルの、緻密な作業を行うために用いられるものである。日本語では「鑷子」（せっし）と表記する。

## 形状と用途
一組の細長い金属片を重ね、一端を張り合わせたようなV字のような形状をしているものが一般的で、力を加えない状態では他方の端が離れた状態となり、力を加えてそれを閉じ、そのあいだに物をつまむようにして使用するものが多いが、逆に力を加えたときに先端が開くようになっているものも存在し、逆動作ピンセットなどと称する。また、近代になって磁力や粘着力など様々な吸着力を利用した、つままないタイプの吸着式真空ピンセットも登場している。
用途としては医療、工業、理化学分野の実験に多く用いられ、また化粧、趣味などにも幅広く利用されている。また毛抜きなどもピンセットの一種とされている。
用途によりその形状、材質、機能などはさまざまなものがある。先端の形状としては、極微な作業を行うものは極細で尖ったものであることが多いが、他にも先端部が3 mm程度の幅を持ちやや丸みを帯びた形状で滑り止めのためにぎざぎざの加工がされているもの、切手などを取り扱うためのものは紙を傷めないよう先端を平たい板状にしているものなどがある。天秤ばかりに使われる分銅をつかむためのものは、つかみやすいように先端が湾曲している。この形状のもの全般をツル首ピンセットと呼ぶが、中でも先端の向きとは逆方向に反り、先端に向ってへの字に曲ったタイプは繊細な作業に適すよう設計されている。また、極めて小さい物を保持している間に対象物を弾き飛ばしてしまうことがあるため、弾き飛ばしを軽減するために、先端をあえて厚手に、太めに作られるものもある。これによって広い範囲に均一に伝わることで保持しやすくなる。
材質として最も多く用いられるのはステンレスである。プラスチック製のものも存在する。はさむ対象が静電気などに敏感である場合など竹やセラミック製のものが用いられる場合も多い。プリント基板用には先端がフェノール樹脂となったベークピンセットなどと呼ばれるものが好まれる。ベークはフェノール樹脂の別名「ベークライト」に由来する。静電気対策もさることながら、ヤスリなどで形状を調節できる、標準的なステンレス製より柔軟なため、キズが付きにくいといったメリットもある。
|  |  |  |

## 歴史
古代エジプトの時代には、女性の髪の手入れ道具としてピンセットがあり、ローマ時代には、先端が鋭利な手術道具としてのピンセットや携帯式の毛抜き用ピンセットも使用されていた。
発祥は不明だが、人の手指でつかみ難いような物体や、手で直接触れることに問題があるような物体をつかむために用いられたトングなどに由来するものだと考えられており、文明が進み、様々な装飾品などが作られる過程で、より細かな作業が求められるようになった事で発展した道具だとも考えられている。
12世紀に栄えたクメール王朝のものと推定される青銅製の器具の中に、ピンセットと同様の形態のものが現存する。対象物をしっかりと咥えることができるように先端部には凹凸が付いており、現代のピンセットとほぼ同じ機能を有する。使用目的が脱毛であったのか細かい作業をするために用いたのか、或いは髪留めの簪（かんざし）のような装飾品であったのかは不明である。

## 製造

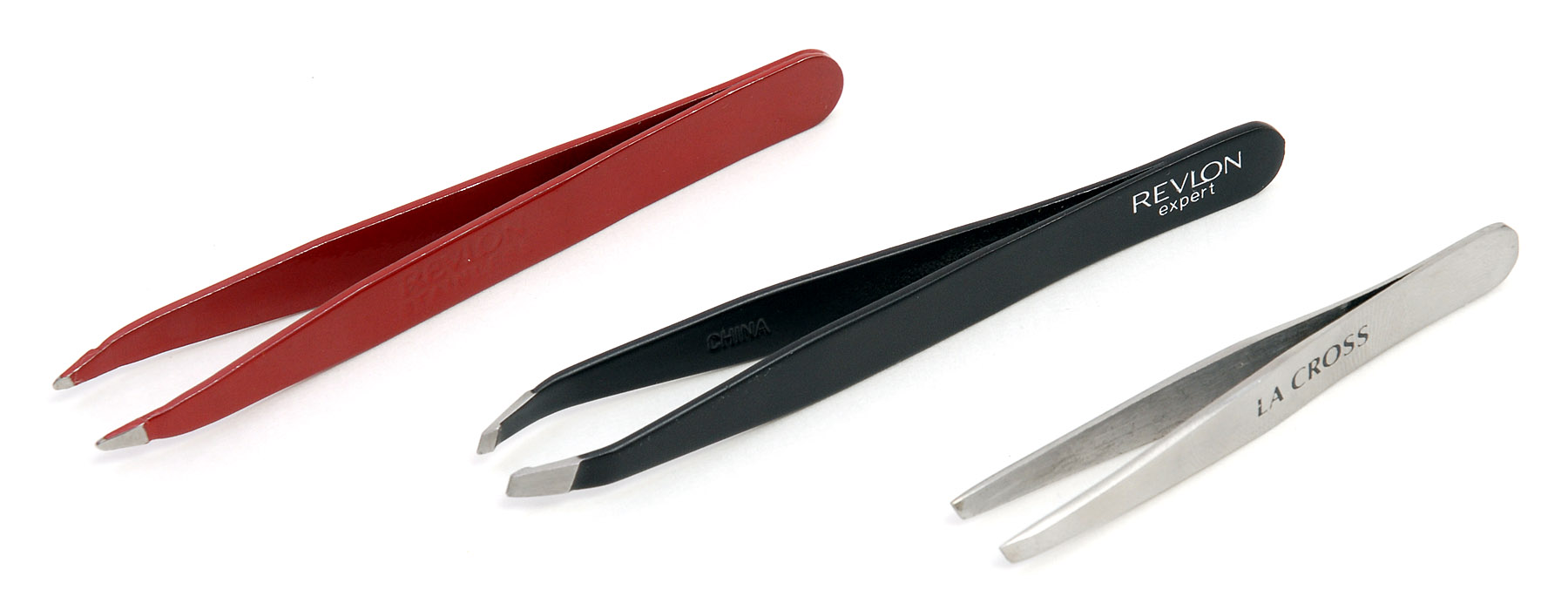
様々なピンセット

オーソドックスな形状のものは、金属板を切断したり削ったり曲げたりして製造している。材料の金属はそのままの状態では手でつまむなどして曲げるとそのままの形になり戻らないので、重ね合わせ部分（あるいは中央の曲げ部分）には金属の密度が高くなる加工をほどこすことでばねの性質を持たせている。
日本国内で製造されるピンセットの約7割を東京都葛飾区の幸和ピンセット工業が製造しており、同社は二百数十種類ものピンセットを製造している。血管の手術に用いるものなど特に先端の細さが要求されるものでは、実に0.05 mmほどになるような加工もしている。
このレベルの精密な先端加工は自動機械では困難であり、職人が自身の眼と手とやすりと拡大鏡を用いて行っている（先端が細いほど血管手術などで低侵襲を実現することができ、患者の術後の治癒が早くなるといい、医療の質の向上、人々のQOLに貢献している）。
また同社では（医師などからの依頼に応じ）特殊なピンセットのオーダーメイド製造もおり、手術でカテーテルを身体からとり出す際に、ピンセットを転がしながら癒着を剥離できる、パイプをはさんだまま先端をスライドさせられるようなものも製造したことがある。
ヨーロッパの製造会社ではDUMONTなどがある。